# 国鉄タキ38000形貨車
国鉄タキ38000形貨車（こくてつタキ38000がたかしゃ）は、1977年（昭和52年）から製作された、ガソリン専用の 36 t 積 貨車（タンク車）である。
私有貨車として製作され、日本国有鉄道（国鉄）に車籍編入された。1987年（昭和62年）の国鉄分割民営化後は日本貨物鉄道（JR貨物）に車籍を承継している。

## 概要
日本国内外で多発した危険品輸送貨車の重大事故を契機とし、安全対策の強化方針を受けて設計された「保安対策車」と総称される貨車群の一形式である。1977年（昭和52年）から1979年（昭和54年）にかけて140両（タキ38000 - タキ38139）が日本車輌製造、富士重工業で製作された。所有者は全車日本石油輸送である。
各年度による製造会社と両数は次のとおりである。
- 昭和52年度 - 30両
  - 日本車輌製造 30両 （タキ38000 - タキ38029）
- 昭和53年度 - 60両
  - 日本車輌製造 40両 （タキ38030 - タキ38069）
  - 富士重工業 20両 （タキ38070 - タキ38089）
- 昭和54年度 - 50両
  - 日本車輌製造 35両 （タキ38090 - タキ38124）
  - 富士重工業 15両 （タキ38125 - タキ38139）

先に成田空港向け航空燃料輸送用として製作されたタキ40000形の設計に準拠した保安対策を適用したうえで、特定用途のみならず広範な運用に充当可能なガソリン専用タンク車として開発された。従前の「標準タンク車」タキ35000形の後継として、基本設計は他用途タンク車にも多数適用された。
タキ35000形までの主要なガソリン専用タンク車では同一基本設計の石油類専用車が並行して製作されたが、本形式の開発時点では C 重油など高比重油種の需要が激減し、既存の石油類専用車が大量に余剰化していたことから、本形式派生の石油類専用車は製作されていない。
製作開始直後の輸送実需停滞や国鉄貨物部門の不振顕在化を受け、本形式は140両で製作を終了した。1987年（昭和62年）のJR移行では140両全車がJR貨物に車籍を承継され、各地で石油専用列車に用いられているほか、2009年（平成21年）からは一部が米軍基地向け燃料輸送に転用されている。

## 仕様・構造
積載荷重 36 t の 揮発性可燃性液体輸送用2軸ボギータンク貨車（タンク種別：第2種）で、中梁を省略した台枠に異径胴のタンク体を搭載する、タキ40000形と同一の基本構造である。本形式ではタキ40000形の基本設計と各種の保安対策を踏襲しつつ、運用制限を課さない汎用車としての再設計がなされた。自重は 17.8 t 、積車時の最大重量は約 54 t （軸重 13.5 t）で、国鉄線の大部分で運用可能である。
タンク形状は斜円錐形状の両端部と直円筒形状の中央部で構成される3体結合タイプ（JIS 類型 C 形）で、使用する鋼材は 8 mm 厚の高耐候性鋼 (SPA-H) である。これらはタキ40000形と同一の仕様であるが、本形式では汎用的な運用を可能とするため旧基準の車両限界を適用し、タンク各部の寸法を相応に縮小している。タンク体の全長はタキ40000形より 880 mm 短い 11,186 mm 、最大幅は 50 mm 狭い 2,700 mm である。タンク空容積はタキ40000形と同一の 6 % で、実容積は 49.3 m3 に縮小している。
専用種別標記は製作時より「ガソリン専用」で、1979年（昭和54年）10月までに化成品分類番号「燃32」（燃焼性の物質、引火性液体、危険性度合1（大））の標記が追記された。外部塗色は黒色である。

事故時の安全を確保する各種の対策もタキ40000形に準じたもので、強度を向上し保護板を併設したタンク上部の踏板・手すり、内蔵化した吐出管開閉機構、500 mm の台枠緩衝長を確保するため両端を延長し、300 mm 高の溝形鋼を側梁に用いた強化型の台枠などは同一の仕様である。車体両端の端梁は開口部を車端部に向けた溝形鋼を用いて編成隣車の「乗り上がり」を防止し、連結器に併設する緩衝器は本形式の重量相応の衝撃吸収能力をもつゴム式の RD19 形を用いる。
台車は TR225 形を用いる。これは国鉄貨車の標準台車として長く用いられたスリーピース構造の TR41 形を基に、走行特性改善のため種々の設計変更がなされた台車である。スリーピース構造の鋳鋼製台車側枠を踏襲しつつ、密封形円錐コロ軸受・台車側枠と軸受との接触部を別体部品とした「鞍案内式」の軸受支持方式を採用し、転がり性能や保守性を改善した。枕ばねは TR41 形で用いられた重ね板ばねを廃し、オイルダンパを併設した2重コイルばねを用いる。輪軸は一般貨車用の「12 t 短軸」である。
ブレーキ装置は制御弁に K 三動弁を、ブレーキシリンダに UC 形差動シリンダを用い、積荷の有無で2段階にブレーキ力を自動切替する「積空切替機構」を併設した KSD 方式（積空切替式自動空気ブレーキ）である。補助ブレーキは車両端の台枠上部に回転ハンドル式の手ブレーキを設け、不意の手ブレーキ緩解を防止するアキュムレータを併設する。最高速度は 75 km/h である。

## 運用の変遷

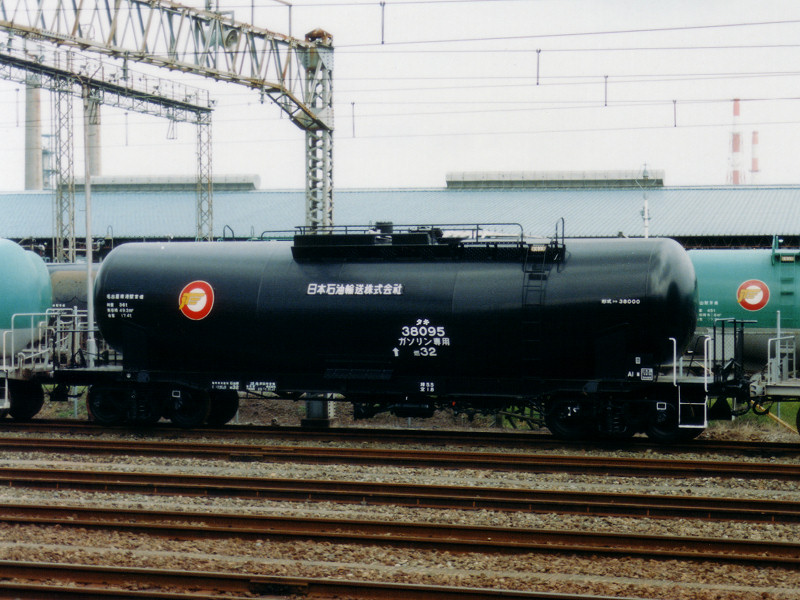
タキ38095（根岸駅、1994年）

本形式は「標準タンク車」として製作されたタキ35000形の後継形式となったが、国鉄貨物輸送の赤字が問題化し規模縮小を指向した時期であったこと、第2次石油危機を受け輸送需要自体が長く停滞したことから実需に至らず、製作は1979年（昭和54年）までの140両で終了した。以後は43 t積みのタキ43000形保安対策車が増備されている。
1987年（昭和62年）のJR移行では140両全車がJR貨物に車籍を承継された。1995年（平成7年）に1両（タキ38039）が熊谷貨物ターミナル内の事故で車籍除外となった以外は、2007年（平成19年）度末まで139両全車が在籍していた。2008年（平成20年）度中に4両が車籍除外され、2009年（平成21年）3月末現在の在籍数は135両である。

### 一般石油輸送
大規模拠点向けの石油専用列車から一般の貨物列車に組成した小規模油槽所向け輸送にまで使用範囲は広範囲にわたり、タキ35000形・タキ9900形などと混用された。本形式はタキ35000形 (12,620 mm) より全長が長く (13,050 mm) 、従前の形式であるタキ3000形・タキ9900形の仕様に適合する荷役設備をもつ輸送基地で重用された。
代表例として、久喜駅（埼玉県久喜市）で東北本線から東武鉄道へ継走され、伊勢崎線・佐野線を経由し北館林荷扱所（群馬県館林市）を着駅とする、両毛丸善（館林油槽所）向けの石油専用列車があり、2003年（平成15年）9月まで運行されていた。
JR移行後も引き続き各地で石油専用列車に用いられてきたが、小規模拠点への輸送需要が漸減し拠点間大量輸送の比重が相対的に高じたこと、タキ1000形の製作進展により最高速度 95 km/h の高速石油専用列車が増加してきたことから、相対的に車両数が少なく、かつ、最高速度が 75 km/h にとどまる本形式の使用頻度は次第に減少し、需要の増加する冬季の臨時輸送を主体とした使用形態に推移していった。

### 米軍基地向け燃料輸送（米タン）

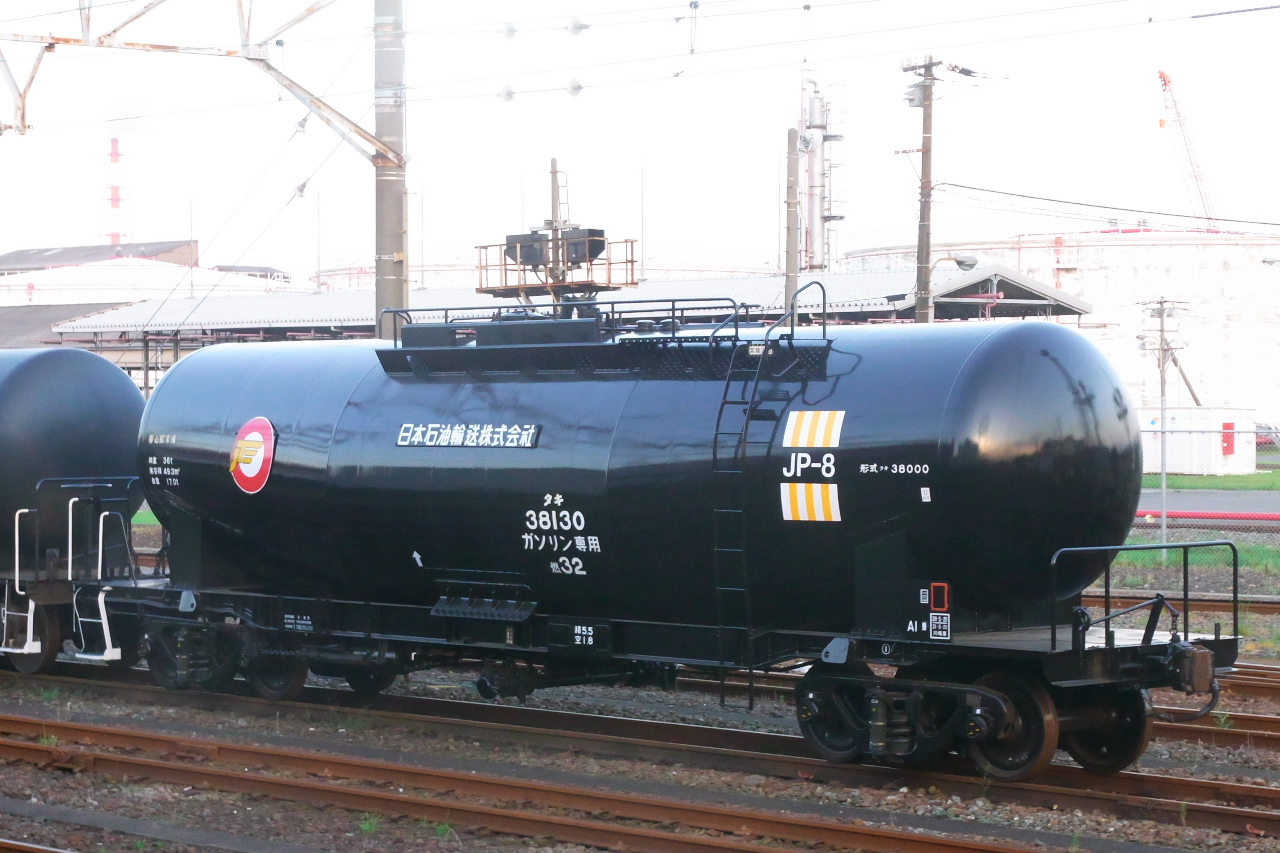
タキ38180「米タン」仕様車（安善駅、2009年）

2009年（平成21年）4月からは一部の車両が「米タン」と通称される運用に転用された。これは米軍横田基地向け航空燃料 (JP-8) 輸送のために拝島駅 - 安善駅間で運行される専用列車で、従前から用いていたタキ35000形を本形式に置替えたものである。
2010年（平成22年）末から2011年（平成23年）の始めにかけてタキ1000形が24両（12両編成2本）投入されたが、予備車が無い状態のため、本形式も26両（13両編成2本）も併用されており、2012年（平成24年）7月時点ではこの運用が本形式を用いる最後の運用となっている。
2015年（平成27年）4月の時点では本形式の存在が確認されておらず、全て専用のタキ1000形に置き換えられて事実上形式消滅した模様である。

### 東日本大震災の緊急燃料輸送
2011年（平成23年）3月11日に発生した東日本大震災では東北地方沿岸の製油所も地震や津波で被災し、東北地方の広範囲で燃料不足が深刻化した。東北本線や沿線の道路も寸断されたため、迂回列車を根岸駅から盛岡貨物ターミナル駅までの日本海縦貫線（羽越本線・奥羽本線方面）経由で運転することになり、この線区への入線確認が取れていたタキ38000形を対象に36両が各地から集められて3月18日より緊急燃料輸送列車に使用された。
3月18日から始まった根岸発新潟・青森経由盛岡貨物ターミナル行き迂回燃料輸送にはタキ38000形36両（18両編成2本）が投入された。運行距離が約1,000 kmと長いことからタキ38000形18両編成2本のみでは2日に1回しか運転できず、車両数を確保できるタキ1000形の入線確認を取る必要があったが、線路を所有するJR東日本では3月17日と18日の2日間で入線確認を完了し、タキ1000形による編成も使用されるようになった。
この迂回燃料輸送は東北本線が全線復旧となる4月20日まで行われたが、最終便となる4月19日根岸発の分は復路が東北本線周りの高速貨扱いとなっていた為、タキ38000形で運行されたのは4月18日根岸発分までであった。

## 派生形式
安全性能に留意した保安対策車として設計された本形式は、従前のタキ35000形に代わって各種タンク車設計の標準仕様となった。主に低比重の揮発性液体を輸送する車両に設計が適用されている。本節では主な形式を採り上げる。

### タキ16500形
35 t 積プロピレンオキサイド専用車で、1969年（昭和44年）から1993年（平成5年）にかけて28両（タキ16500 - タキ16527）が日立製作所、日本車輌製造にて製作された。製作時期により形態の差異があり、本形式の仕様に基づく車両は1979年（昭和54年）以降に製作された16両（タキ16512 - タキ16527）である。

### タキ20350形
35 t 積ブチルアルデヒド専用車で、1980年（昭和55年）から1982年（昭和57年）にかけて5両（タキ20350 - タキ20354）が日本車輌製造にて製作された。
所有者は、日本石油輸送、日本陸運産業の2社であり、その各々の常備駅は、郡山駅、村田駅である。
化成品分類番号は「燃31」（燃焼性の物質、引火性液体、危険性度合2（中））が標記された。
1993年（平成5年）9月に3両（タキ20350 - タキ20352）の専用種別がアセトアルデヒドシアンヒドリンに変更になった。これにより化成品分類番号標記が「毒62」（毒性の物質、毒性物質、危険性度合1（大））に変更された。
1989年（平成元年）6月に2両（タキ20353, タキ20354）が廃車になり、2007年（平成19年）10月には最後まで在籍した3両（タキ20350 - タキ20352）が除籍され、形式消滅した。

### タキ21600形
35 t 積塩素酸ソーダ専用車で、1971年（昭和46年）から1978年（昭和53年）にかけて16両（タキ21600 - タキ21615）が富士重工業にて製作された。製作時期により形態の差異があり、本形式の仕様に基づく車両は1978年（昭和53年）に製作された9両（タキ21607 - タキ21615）である。

### タキ23800形

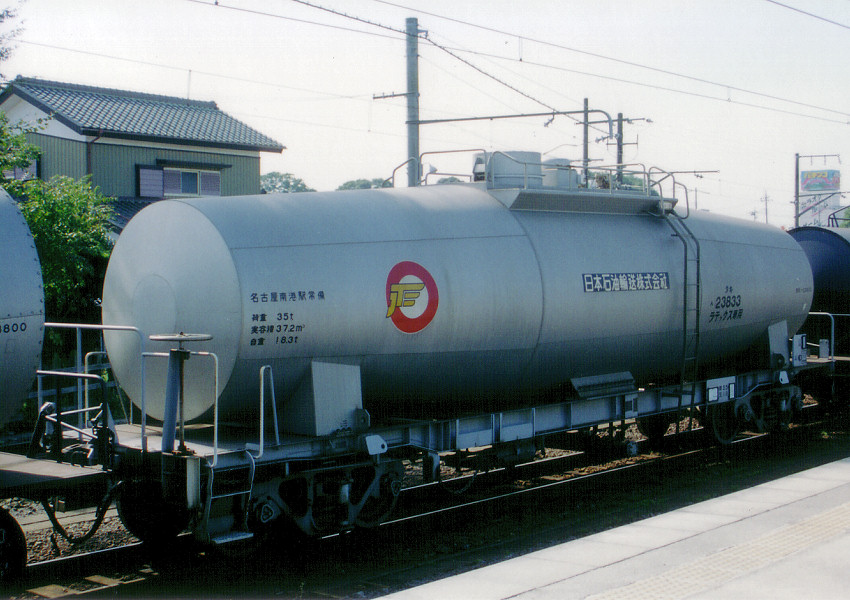
タキ23800形23833（佐倉駅）

35 t 積ラテックス専用車で、1972年（昭和47年）から1991年（平成3年）にかけて34両（タキ23800 - タキ23833）が日本車輌製造、富士重工業にて製作された。製作時期により形態の差異があり、本形式の仕様に基づく車両は27両（タキ23804 - タキ23818, タキ23822 - タキ23833）である。

### タキ42350形
30 t 積ペンタン専用車で、1979年（昭和54年）2月7日に2両（タキ42350, タキ42351）が富士重工業にて製作された。
落成時の所有者は、昭和石油であり、その常備駅は、東新潟港駅であった。1985年（昭和60年）5月8日に所有者の合併によって社名が昭和シェル石油に変更された。1993年（平成5年）8月に、日本石油輸送へ名義変更されたが、常備駅は変わることはなかった。
化成品分類番号は「燃32」（燃焼性の物質、引火性液体、危険性度合1（大））が標記された。
1998年（平成10年）7月に2両とも廃車となり形式消滅した。